# Kusunoki Masanori
Kusunoki Masanori est un nom japonais traditionnel ; le nom de famille (ou le nom d'école), Kusunoki, précède donc le prénom (ou le nom d'artiste).
Kusunoki Masanori (楠木 正儀, mort en 1390) est un samouraï au service de la cour du Sud durant les guerres Nanboku-chō du Japon. Il est célèbre pour ses talents de meneur et stratège militaire, mais il cherche plus tard une solution diplomatique et est considéré comme un traître par beaucoup de ses camarades. Il est le frère de Kusunoki Masatsura et le fils de Kusunoki Masashige.

## Biographie
Avec son frère Masatsura Nitta Yoshisada et un certain nombre d'autres grands généraux, il combat les forces Ashikaga à Kamakura et en un certain nombre d'autres occasions, dont la défense de Kyoto ; il dirige également pendant un temps la base loyaliste à Tōjō dans la province de Kawachi.
À la suite de la mort de son frère en 1348 à la bataille de Shijōnawate, Masanori continue à s'opposer aux armées de la cour du Nord du clan Ashikaga prétendant au trône. En 1353, tandis que Yamana Tokiuji, converti récent à la cause loyaliste, approche de la capitale, Masanori dirige une force afin de s'emparer de certaines régions voisines telles que Tennōji-ku et Yahata, tandis que d'autres forces se mobilisent dans d'autres directions. En juillet de cette année, il presse[Quoi ?] au nord de Yahata, vers Kyoto, brûlant les villes qu'il traverse alors que Yamana approche de Nishiyama à l'ouest de la ville. Bien qu'ils réussissent à s'emparer de la capitale, le shogun Ashikaga Yoshiakira s'échappe et les loyalistes sont chassés de la ville le mois suivant. Après avoir regroupé ses forces, Masanari poursuit la guerre et affronte Yoshiakira à nouveau deux ans plus tard à Kaminami, juste à l'ouest de Yamazaki, où les deux parties subissent de lourdes pertes ; Masanori et Yamana sont finalement forcés de battre en retraite.
Plusieurs années plus tard, Masanori défend la forteresse de Chihaya Akasaka, la ville natale de son père, mais s'en retire finalement ; le fait qu'il n'ait pas poursuivi le combat et que l'armée de la cour du Nord n'engage pas de nouvelles actions dans les régions voisines immédiatement après est noté comme étrange par George Bailey Sansom mais il n'offre aucune explication.
En 1369, après avoir pris Kyoto et en avoir été expulsé pour la quatrième fois, Masanori abandonne et cherche une solution diplomatique. Cependant, malgré la défaite imminente de la cour du Sud, ses alliés se comportent dans les négociations comme s'ils avaient la haute main et le shogunat (la cour du Nord) demande la paix. En conséquence, les représentants du shogunat s'impatientent rapidement et rejettent les négociations purement et simplement. Considéré comme un traître par sa famille et les sympathisants de la cour du Sud, Masanori continue néanmoins son chemin, fatigué par les batailles et insensible à l'opinion de ceux qui n'ont pas mis leur vie en jeu au combat année après année. Des accords de paix sont conclus peu après, en grande partie en raison du respect mutuel suscité par Masanori et Hosokawa Yoriyuki, un fonctionnaire de shogunat. Bien que cette paix ne soit que temporaire et instable, elle marque la fin du temps de Masanori comme stratège et général.

## Source de la traduction
- (en) Cet article est partiellement ou en totalité issu de l’article de Wikipédia en anglais intitulé « Kusunoki Masanori » (voir la liste des auteurs).